# 施蒂倫山
47°14′18″N 8°09′32″E / 47.23833°N 8.15889°E
施蒂倫山（Stierenberg），是瑞士的山峰，位於該國北部，由阿爾高州負責管轄，屬於阿爾卑斯山的一部分，處於門齊肯以西，該山峰海拔高度872米。